# シアターホームラン
シアターホームラン（Theater Homerun）は、かつて埼玉県川越市松江町1-17-1にあった映画館。3スクリーンを有し、櫻井興行が経営していた。

## スクリーン
- 1号館：138席
- 2号館：104席
- 3号館：157席

## 歴史
1950年（昭和25年）に川越ホームラン劇場として開場。当時は松竹の二番館だったが、その後東映の直営館となり、川越東映劇場となった。しかし地元の人々には「ホームラン劇場」の名称で親しまれていた。館名の「ホームラン」は野球のホームランのように一発大当たりを出せる劇場にしたいという思いから来ている。1988年（昭和63年）に改築してシアターホームランに改称。3スクリーンに増設した。改装後は東映作品のみならず、東宝や松竹の邦画・洋画も多く上映した。

### 閉館とその後
末期になり、ふじみ野市、鶴ヶ島市などの近隣都市にシネマコンプレックスが多数開業したことから入場者数が激減したため、2006年（平成18年）2月19日をもって閉館し、「ホームラン劇場」時代から数えて56年の歴史に幕を下ろした。この劇場の閉館により、川越市内の既存の映画館は「川越スカラ座」のみとなった。
閉館後の建物は、改装した後、隣接する川越三井病院の別館となった。
本劇場閉館から2年9ヵ月後の2008年（平成20年）11月29日にオープンしたシネコン『ユナイテッド・シネマウニクス南古谷』には、56年間の歴史を綴ったメモリアル・プレートがロビー内に展示され、不定期でスクリーンの名称を「ホームラン」として名作映画の上映会を行っている。